# 鏨
鏨（たがね、chisel）とは、金属や岩石を加工するための工具の一種。鋼鉄製で、一般的につち（ハンマー）とともに用いる。たがね とひらがなで表記されることが多い。漢字では鏨と書く。
なお、英語ではchiselという用語で呼ぶが、chiselは日本語の「たがね」と「のみ（鑿）」を含んでおり、欧米の用語では一般に、金工用と木工用を区別をせず呼んでいる。

## 用途
鏨（たがね）は用途によって、鍛冶用、彫金用、石工用などに分けられる。なお、鏨（たがね）で削ることをはつるという。

### 機械工
機械工で使用される鏨（たがね）は、平鏨（ひらたがね）、烏帽子鏨（えぼしたがね）、特殊鏨に分類される。
- 平鏨 - 平面をはつるのに用いる[3]。
- 烏帽子鏨 - 楔を入れる溝を切ったり、材料を溝に入れるために用いる[3]。
- 特殊鏨 - 丸みのある溝を切ったり、隅を直角にはつるのに用いる[3]。

### 彫金用
彫金鏨は「彫り鏨」と「打ち込み鏨」に大きく分けられる。
- 彫り鏨 - 毛彫り鏨、丸毛彫り鏨、片切り鏨、刃鏨、鋤き鏨、剣先鏨（線象嵌鏨）などの種類がある[4]。
- 打ち込み鏨 - 目切り鏨（布目象嵌）、抜き鏨、直線用蹴り上げ鏨、曲線用蹴り上げ鏨、直・曲用側寄せ鏨、ひょうたん鏨、ずらせ鏨、魚々子鏨、石目打ち鏨、打ち出し鏨、はまぐり鏨、なめくり鏨、足鏨、均し鏨、裁ち切り鏨などの種類がある[4]。

### 採鉱用
近代化される以前の採鉱方法では、セットウ（ハンマー）と鏨（たがね）が用いられたが、鉱山技術の近代化により削岩機や火薬を用いた発破採掘法が用いられるようになった。

## ギャラリー

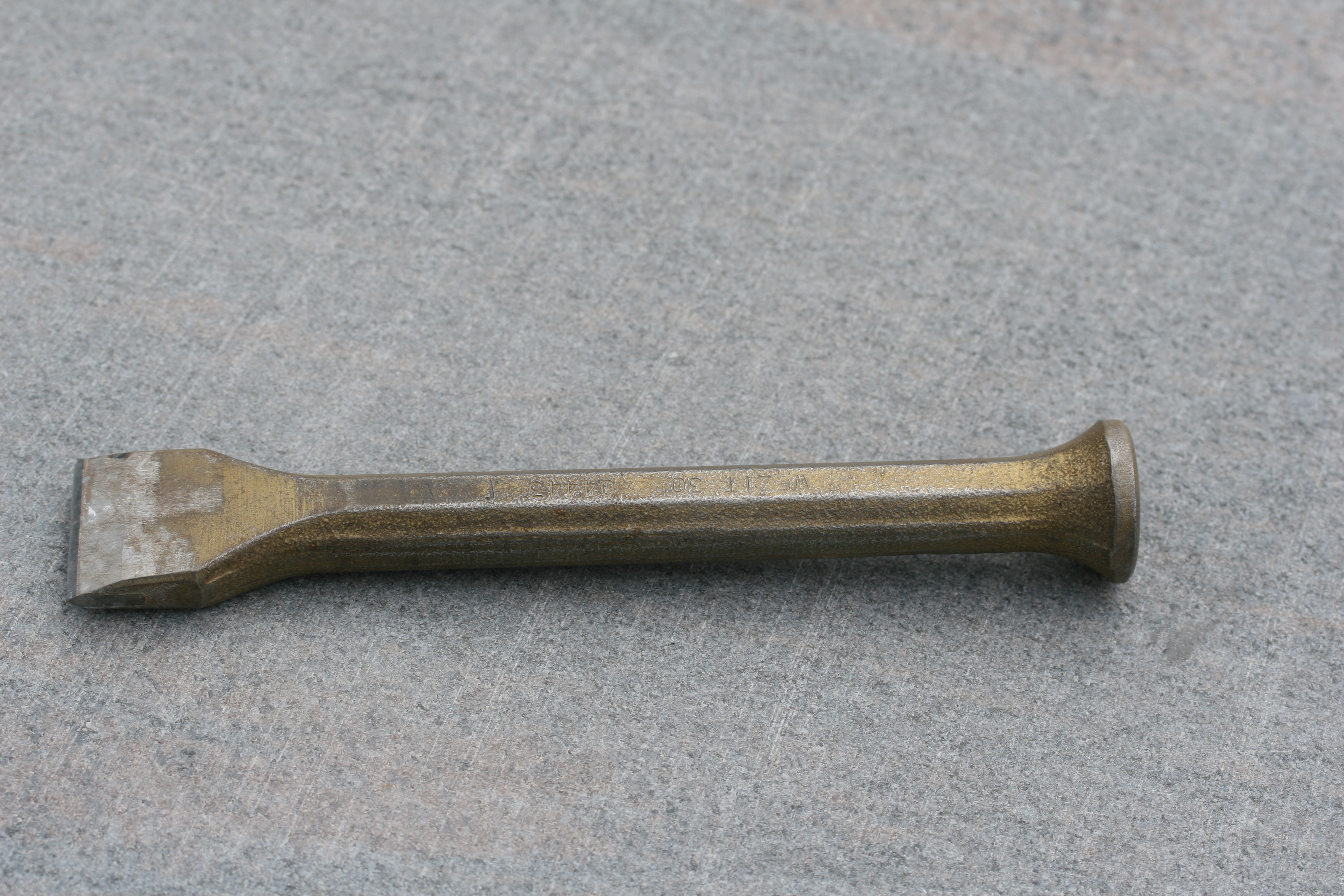
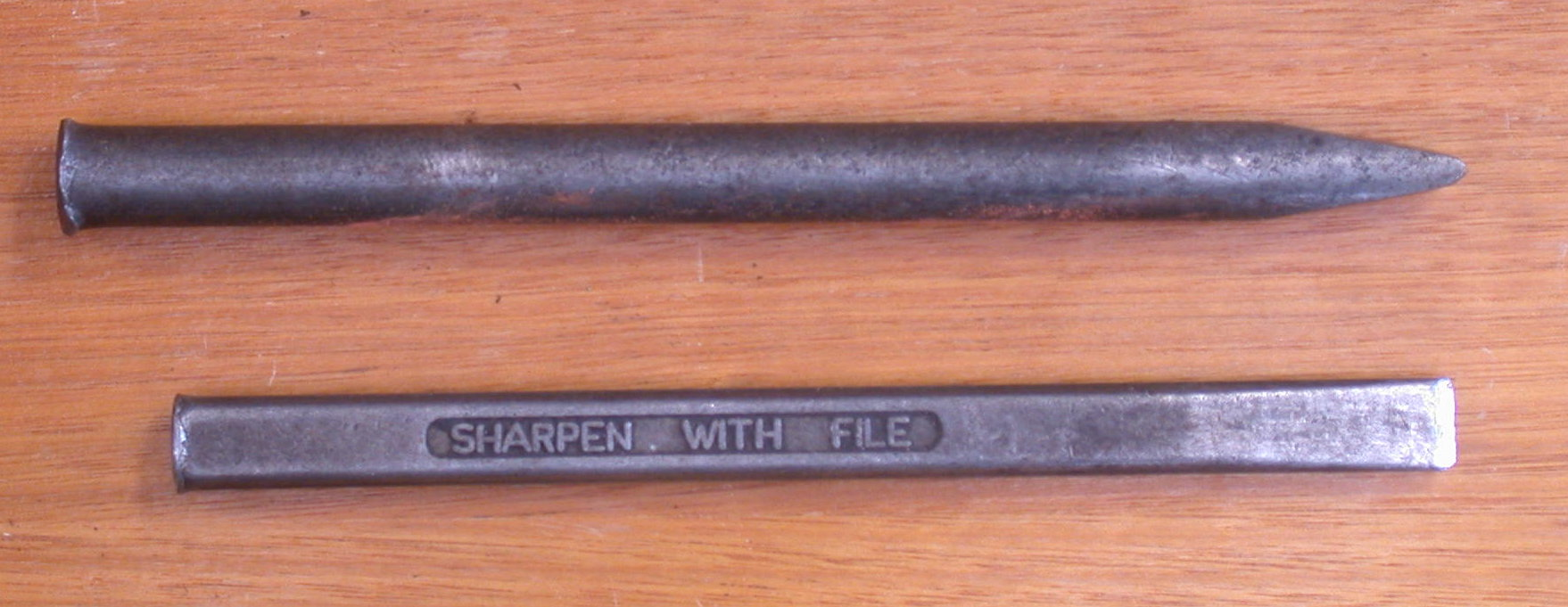
金属用たがね
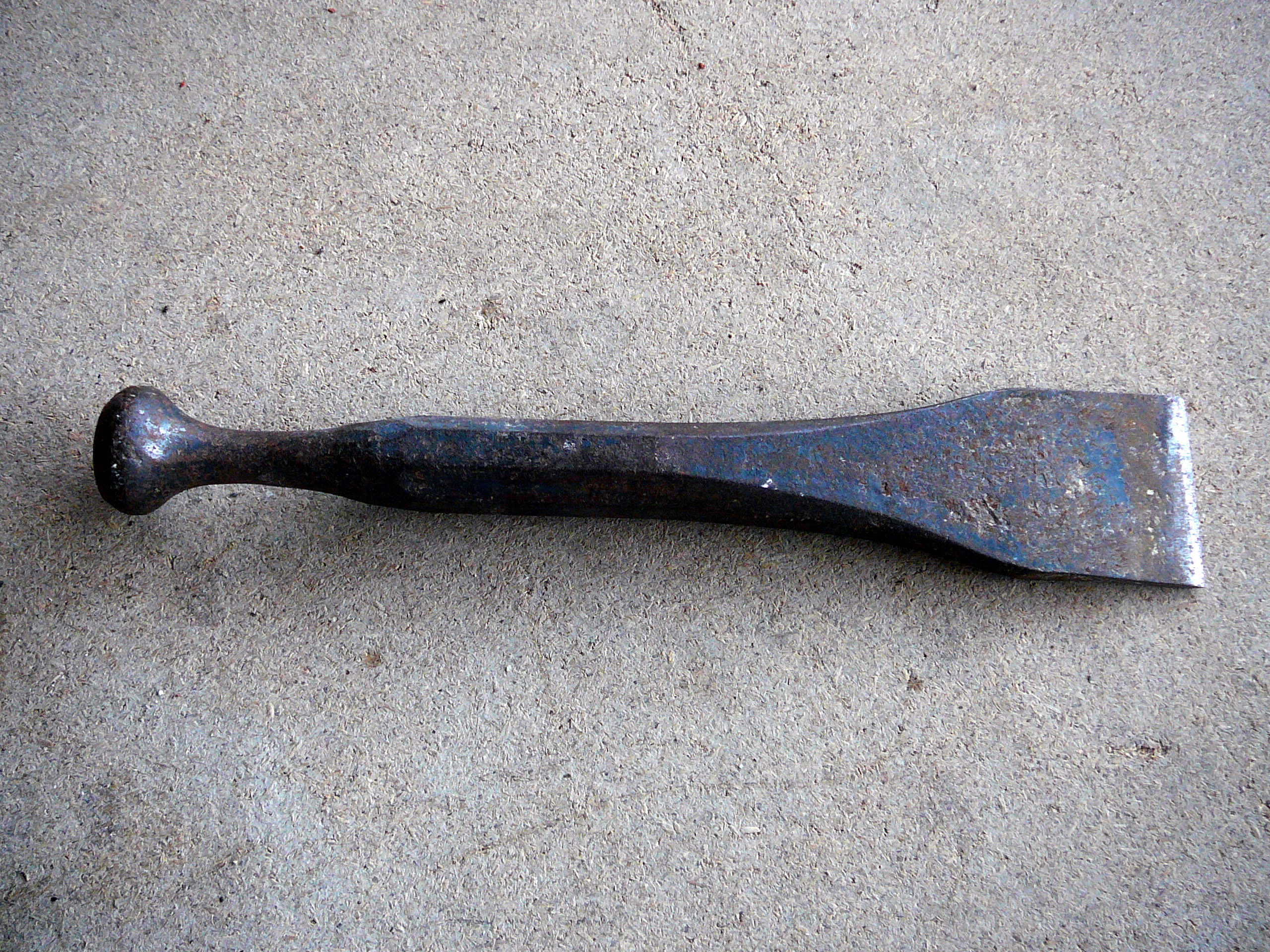
フランスの石工が使っているたがね
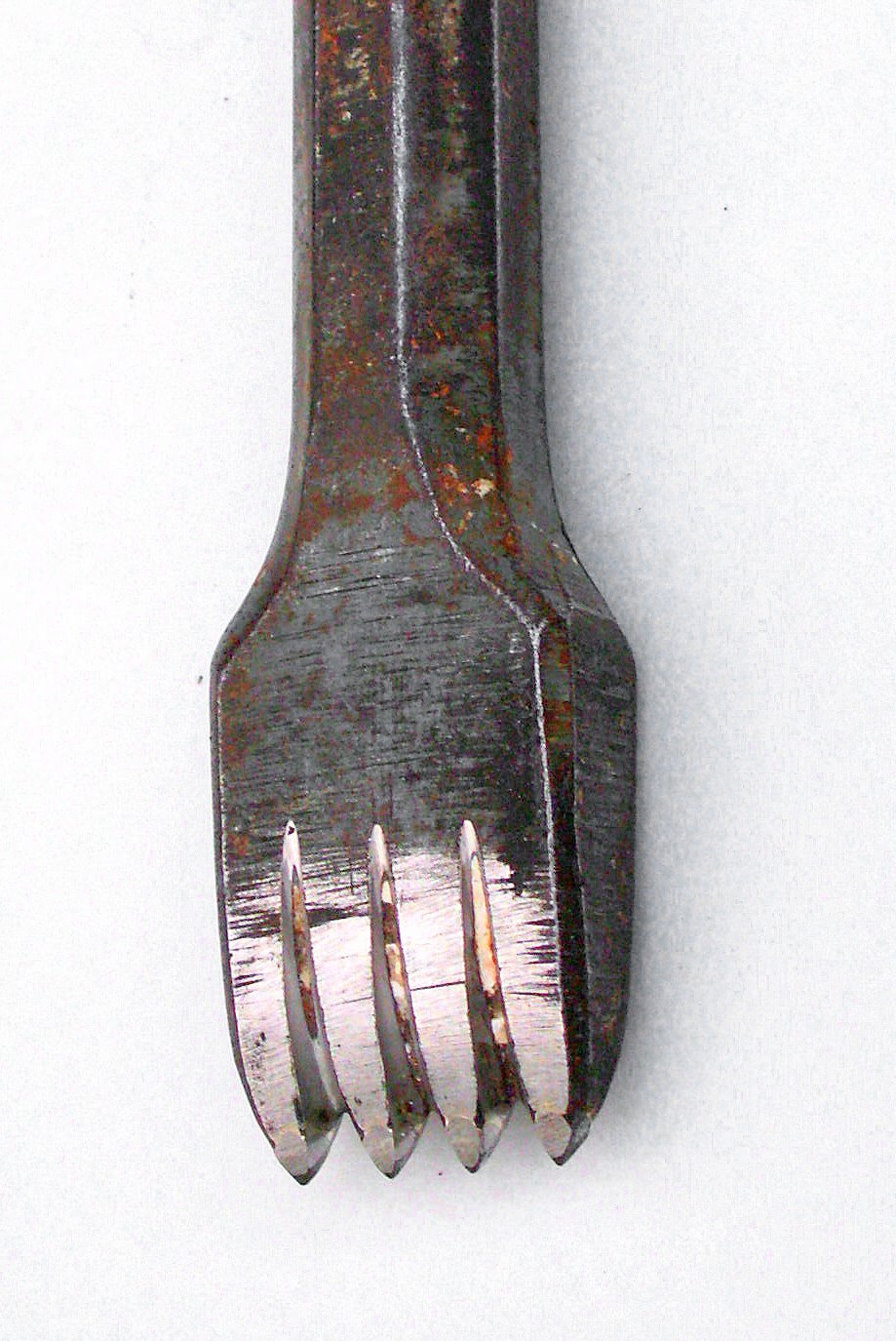
石の彫刻に用いられている、刃つきのたがね。筋をつける。